# Mikhaïl Semionovitch Baranov
Pour les articles homonymes, voir Baranov.
Ne doit pas être confondu avec Mikhaïl Dmitrievitch Baranov.
Mikhaïl Semionovitch Baranov (en russe : Михаил Семёнович Баранов) est un aviateur soviétique, né le 16 novembre 1921 et décédé le 9 février 1993. Pilote de chasse et As de la Seconde Guerre mondiale, il fut distingué par le titre de Héros de l'Union soviétique.

## Carrière
Mikhaïl Baranov est né le 16 novembre 1921 à Drovettchino (Дроветчино), dans l'actuelle oblast de Smolensk. Il commença par suivre des cours de pilotage dans un aéroclub civil, avant de rejoindre l’Armée rouge et d'être breveté pilote, en 1940, à l’école militaire de l’Air de Tchougouïev.
Il rejoignit le front comme mladshii leitenant (sous-lieutenant) au 157.IAP (régiment de chasse aérienne) en décembre 1941. Il remporta sa première victoire aérienne en février 1942, en abattant un He-126, aux commandes d’un I-16. Il participa à la bataille de Koursk en juillet 1943. Il termina la guerre comme major (commandant).
Au cours de quatre ans de guerre, il participa aux combats de Rjev, Koursk, Kiev, Biélorussie, Pologne et de Berlin et vola sur I-16, Hawker Hurricane, Yakovlev Yak-7 et Yak-3.
En 1957, il se fixa à Nijni Novgorod, où il travailla à l'usine d'aviation Ordjonikidze. Il est décédé le 9 février 1993 à Nijni-Novgorod. 

## Palmarès et distinctions

### Tableau de chasse
Mikhaïl Baranov est crédité de 26 victoires homologuées, dont 17 individuelles et 9 en coopération.
Selon des historiens russes, son palmarès serait en fait de 35 victoires homologuées, dont 26 individuelles et 9 en coopération, obtenues au cours de 400 missions et 85 combats aériens.

### Décorations
- Héros de l'Union soviétique le 24 août 1943 (médaille no 1067) ;
- Ordre de Lénine ;
- Trois fois décoré de l’ordre du Drapeau rouge ;
- Ordre de la Guerre Patriotique de la 1re et 2e classe ;
- Ordre de l'Étoile rouge.